# 西原雅一
西原雅一（1892年3月2日—1954年11月11日），出生於日本沖繩縣伊良部町（現宮古島市），二戰前於沖繩縣擔任醫生，戰後成為宮古群島地區的政治家，先後擔任宮古支廳長、宮古群島政府知事及琉球政府立法院議員。

## 生平
- 1916年（大正5年）：畢業於熊本廣島醫學專門學校（現熊本大學）。畢業後返回宮古群島擔任醫生。
- 1935年：擔任伊良部村長。
- 1937年：擔任沖繩縣議會議員。
- 1946年：沖繩縣被美軍佔領，美軍在宮古群島設置宮古支廳，被美軍選派擔任支廳長。
- 1950年：當選宮古群島政府知事。
- 1952年：當選琉球政府立法院議員。